# Rebutia neumanniana
Rebutia neumanniana är en kaktusväxtart som först beskrevs av Erich Werdermann, och fick sitt nu gällande namn av David Richard Hunt. Rebutia neumanniana ingår i släktet Rebutia och familjen kaktusväxter. Inga underarter finns listade i Catalogue of Life.